# Rapolas Skipitis
Rapolas Skipitis (ur. 31 stycznia 1887 w Baukai w rejonie radziwiliskim, zm. 23 lutego 1976 w Chicago) – litewski prawnik i polityk, minister sprawiedliwości (1920–1922), poseł na Sejm Litwy II (1923–1926) i III kadencji (1926–1927).

## Życiorys
Ukończył gimnazjum w Szawlach. Jako uczeń brał udział w rewolucji 1905 roku. Studiował na Uniwersytecie w Moskwie medycynę (1909–1910) i prawo (1910–1914), uzyskując w 1916 roku tytuł magistra prawa. Od 1910 roku był członkiem ruchu Aušrininkai. W latach 1911–1914 przewodził organizacji litewskich studentów w Moskwie. W 1917 roku był jednym z założycieli i redaktorów gazety Santara.
Był ministrem sprawiedliwości Litwy w latach (1920–1922) w rządzie Kazysa Griniusa, a następnie posłem na Sejm Litwy II (1923–1926) i III kadencji (1926–1927). Przewodniczył Związkowi Strzelców Litewskich (1927–1928), Towarzystwu Wspierania Litwinów na Obczyźnie (1932–1940) i kilku innym organizacjom litewskim. Był redaktorem m.in.: Ūkininko balsas (1925–1928), Trimitas (1927–1928), Namų savininkas oraz Pasaulio lietuvis (1937–1940).
Po zajęciu Litwy przez ZSRR (1940) wyjechał do Niemiec. W latach 1941–1944 mieszkał w Berlinie. W 1946 osiadł w Chicago, gdzie działał w organizacjach litewskich.